# François Ier de Gruyère
Pour les articles homonymes, voir François Ier et François de Gruyère.
François Ier de Gruyère, né entre 1416 et 1418 et mort après le 11 mai 1475, est chevalier et comte de Gruyère (1433-1475) au service de la maison de Savoie. Il est successivement gouverneur et du bailli de Vaud (1452-1453, puis 1457), chambellan et conseiller ducal (1454) bailli de Faucigny (1458), maréchal de Savoie (v. 1465-1468), bailli de Savoie (1471-1477).

## Biographie
François de Gruyère est le fils naturel d'Antoine de Gruyère. Il légitimé le 9 août 1433, avec son frère Jean par l'empereur Sigismond Ier sur la demande de son père afin que celui-ci, sans enfants légitimes, puisse lui transmettre le comté.
Du fait de leur naissance, ces deux jeunes seigneurs débuteront leurs règnes en butte aux maisons de Vergy, apparenté à leur tante, et d'Alamandi, dont une fille avait épousée Rodolphe IV de Gruyère. Grâce à l'appui du comte de Savoie les deux jeunes hommes gagnent les procès qui avaient été intentés contre eux aux motifs que seul le coutumier du Pays de Vaud s'appliquait pour les seigneuries de Gruyère et d'Aubonne toutes deux dans ce comté. 
Le premier acte officiel de François, le 22 avril 1434, fut de confirmer la charte des franchises de Gruyères assurant ainsi son pouvoir sur le comté. À la suite de cette décision, un conseil de six hommes présidé par un gouverneur s'attela à veiller aux affaires de la ville et de la commune. 
Dans le même temps, il fit faire l'inventaire de ses biens dépendant de la châtellenie de Château-d'Œx afin d'en assurer plus efficacement la levée des impôts et abolit une ancienne coutume de Gessenay qui voulait que les enfants parvenus à l'âge adulte s'approprient de suite leur part d'héritage morcelant ainsi très tôt les terres de leurs parents. 
En 1448 il vend, avec l'accord de son épouse Bonne, tous les droits qu'il possédait dans la seigneurie de Gessenay aux habitants et leur accorde le « droit de sceau » (ce sceau figurait une grue sur trois monts, ce symbole se trouvait sur la bannière du Vanel dont les hommes de Gessenay relevaient), par cet acte cette commune voyait tous ses habitants affranchis, elle avait désormais le droit de nommer ses magistrats, de faire ses lois et d'avoir une administration indépendante, ces avantages élevaient les habitants de la condition de vassaux à celle de sujets libres.
Au service du duc de Savoie, il reçoit plusieurs charges. Il est nommé bailli de Vaud (1452-1453). En 1454, il sert le prince de Savoie comme chambellan et conseiller. Il est nommé à nouveau bailli de Vaud en 1457, puis il échange cette charge contre celle de Faucigny l'année suivante. En tant que bailli de Faucigny, il est également châtelain de Châtillon et de Cluses, pour la période de 1462 à 1475. Vers 1465, il serait fait maréchal de Savoie,. Il est bailli de Savoie et châtelain de Montmélian, de 1471 à 1477,.

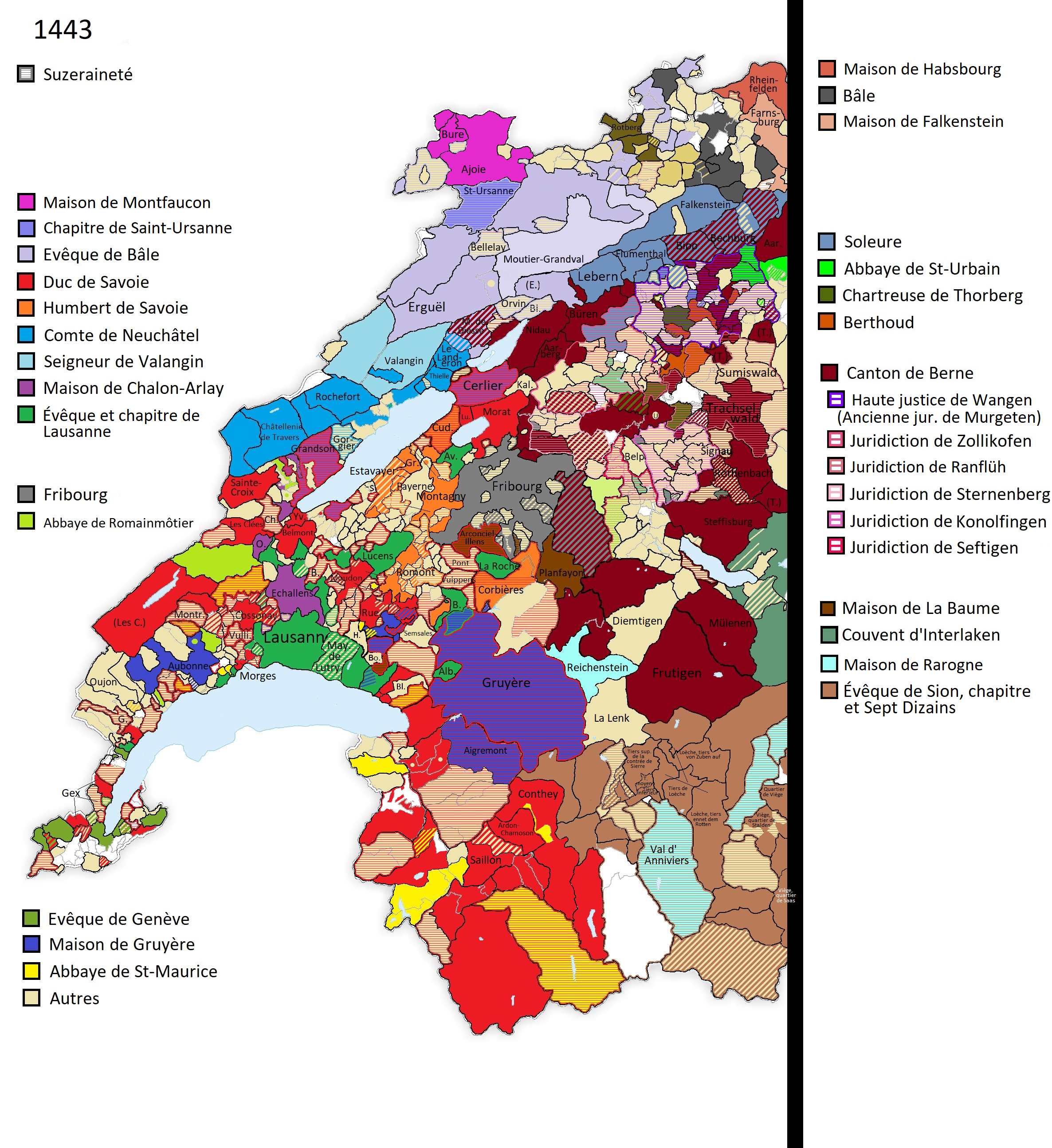
Carte de l'actuelle suisse occidentale en 1443.

Homme d'état, guerrier mais aussi gestionnaire, il investit dans des alpages pour y créer des élevages, achète des vignes et diverses propriétés autour de Gruyères, ainsi que le château d'Oron et de celui de Vevey et consenti des prêts à la maison de Savoie.

## Mariage et successions
François épouse en 1436 Bonne († 1478), fille de Louis Costa seigneur de Bene et de Carru dans le Piémont, de qui il eut :
- Louis (mort vers 1492), qui lui succédera.
- François III (mort en 1500), seigneur (baron) d'Oron, qui succédera à son neveu François II, fils du précédent.
- Jeanne, fille naturelle qui épousera Girard V de Vuippens.

D'une relation hors-mariage avec Jaquette Pillamit il a :
- Mamert, (vers 1470 - après 1523), prieur de Broc, curé de Charmey. Il épouse Catherine Cottier de qui il a deux filles et quatre fils dont Adrien et Jérome qui lui succéderont comme prieur de Broc[6]